# تشولهوان أونو
تشولهوان أونو (باليابانية: 大野 哲煥) (25 أكتوبر 1993 في شيمانه في اليابان – )؛ هو لاعب كرة قدم كان يلعب كحارس مرمى.

## وصلات خارجية
- تشولهوان أونو على موقع رابطة كرة القدم اليابانية للمحترفين (اليابانية)
- تشولهوان أونو على موقع قاعدة بيانات كرة القدم.إي يو (الإنجليزية)
- تشولهوان أونو على موقع Soccerway.com (الإنجليزية)
- تشولهوان أونو على موقع عالم كرة القدم.نت (الإنجليزية)